# Penicillium dupontii
Penicillium dupontii är en svampart som beskrevs av Griffon & Maubl. 1911. Penicillium dupontii ingår i släktet Penicillium och familjen Trichocomaceae.   Inga underarter finns listade i Catalogue of Life.